# Neopodospongia
Neopodospongia is een geslacht van sponsdieren uit de klasse van de Demospongiae (gewone sponzen).

## Soorten
- Neopodospongia bergquistae Sim-Smith & Kelly, 2011
- Neopodospongia exilis Sim-Smith & Kelly, 2011
- Neopodospongia normani (Stephens, 1915)
- Neopodospongia pagei Sim-Smith & Kelly, 2011
- Neopodospongia tupecomareni Hajdu, Desqueyroux-Faúndez, Carvalho, Lôbo-Hajdu & Willenz, 2013